# Кашьяпа (индуизм)
Кашья́па (санскр. कश्यप IAST: kaśyapa «черепаха») — в ведийской и индуистской мифологии божественный мудрец (риши), автор нескольких гимнов «Ригведы». Считается отцом богов, демонов и многих других существ.
Кашьяпа - распространенное древнее имя, относящееся к множеству разных личностей в древних индуистских и буддийских текстах.

## В мифологии
Согласно «Махабхарате», отцом Кашьяпы был Маричи, один из десяти духовных сыновей Брахмы. Поэтому одним из имен мудреца является патроним Марича. Кашьяпа появился от брака Маричи с Калой, дочерью Кардамы и Девахути. Но уже в «Рамаяне» Кашьяпа назван младшим братом Маричи и следовательно сыном Брахмы. В пуранах встречаются обе версии происхождения риши.
В тексте «Шатапатха-брахманы» Кашьяпа отождествлён с черепахой, образ которой принял Праджапати при сотворении мира, и соответственно всё живое считается его потомством. Позднее он был включён в число семи древних мудрецов (саптариши).
«Махабхарата» и более поздние источники сообщают о женитьбе Кашьяпы на 13 (иногда 8, 10 или 21) дочерях Дакши. Именно от этого брака, по преданиям, произошли все живые существа. Так, от Адити и Кашьяпы произошло 33 божества (12 адитьев, 8 васу, 11 рудр и Ашвины), в том числе Вамана как аватара Вишну и Вивасват. От сына последнего — Ману — произошли люди. Иногда в числе потомков называются только 12 адитьев, которые уже в свою очередь дали происхождение остальным богам. От жены Дити появились дайтьи, от Винаты — Гаруда и Аруна, от Кадру — наги, Дану — данавы, Муни — апсары и т. д. Риши стал таким образом отцом всех и поэтому иногда в некоторых текстах называется Праджапати.
Считался также жрецом Рамы и Парашурамы. Последний, истребив всех кшатриев, передал власть над всей землей именно Кашьяпе, стоявшему во главе всех жрецов.

## Тексты, приписываемые Кашьяпе
Кашьяпа почитается в индуистской традиции, и авторство многочисленных легенд и текстов, составленных в средневековье, почтительно приписывается ему в различных индуистских традициях. Некоторые трактаты, названные в его честь и приписываемые ему, включают:
- Кашьяпа-самхита, также называемая Вриддадживакия Тантра или Дживакия Тантра, представляет собой справочник по аюрведической педиатрии, гинекологии и акушерству[6]. Был доработан Ватсьей[7]. Трактат написан как учебное пособие между мудрецом-медиком Кашьяпой и его учеником по имени Вриддхадживака и в основном касается ухода за младенцами и детских болезней[8].
- Кашьяпа-джнянаканда, или книга мудрости Кашьяпы, представляет собой текст традиции вайшнавизма IX века[9].
- Кашьяпа-дхармасутра, вероятно, древний текст, но теперь считается утерянным. О существовании текста свидетельствуют цитаты средневековых индийских ученых[10].
- Кашьяпа-сангита, вероятно, ещё один так же утерянный древний текст. Это трактат о музыке, цитируемый последователем шиваизма и адвайтой Абхинавагуптой, в котором он цитирует объяснение мудреца Кашьяпы о вини-йоге каждой расы и бхавы. Другой древний исследователь индуистской музыки по имени Хрданьянгама упоминает о вкладе Кашьяпы в теорию аланкары (украшения музыкальных нот)[11][12].
- Кашья-пашилпа, также называемый Амсумад-агама, Кашьяпия или Сильпасастра Кашьяпы, представляет собой санскритский трактат по архитектуре, иконографии и декоративному искусству, вероятно, завершенный в XI веке[13].